# Kia Vaughn
Kia Vaughn, née le 24 janvier 1987 à New York (États-Unis) est une joueuse américano-tchèque de basket-ball.

## Biographie
Après ses performances à la St. Michael's Academy High School de New York, elle est retenue pour le WBCA High School All-American Game de 2005.
Formée à l'Université Rutgers, où elle fait équipe avec Essence Carson, elle en sort diplômée en journalisme. Elle finit son cursus seconde réalisatrice aux contres (279) et aux rebonds (1 079) et parmi les quatre joueuses à additionner au moins 1 000 points et 1 000 rebonds. Avec Sue Wicks, elle est la seule joueuse des Scarlet Knights à mener quatre années consécutives aux rebonds. En 2007, elle atteint la finale NCAA face à Tennessee.
Draftée en 2009 en huitième position par le Liberty de New York, elle joue moins d'une dizaine de minutes par rencontre ses deux premières saisons en WNBA. Puis profitant des départs de Taj McWilliams-Franklin et Janel McCarville, elle s'impose avec des statistiques de 11,6 points et 7,2 rebonds après 13 matches, tous débutés dans le cinq de départ. Sa progression en fait une candidate sérieuse au titre de Joueuse ayant le plus progressé, titre qu'elle obtient finalement.
En 2010, elle rejoint la pré-sélection américaine de 24 joueuses, mais n'est pas retenue dans l'équipe finale qui dispute le Mondial 2010.
Lors de la saison 2013-2014, Prague remporte le championnat et les play-offs en finissant la saison invaincu (41 victoires) et remporte de surcroît la Coupe de République tchèque avec des statistiques personnelles de 11,8 points et 9,3 rebonds en Euroligue et 15,7 points et 7,4 rebonds en championnat.
Lors de la saison 2014-2015, Prague remporte l'Euroligue 72 à 68 face à l'UMMC Iekaterinbourg, Kia Vaughn (18 points et 12 rebonds en finale) recevant le titre de MVP du tournoi final à quatre.
Le 30 janvier 2017, les Mystics de Washington transfèrent Kia Vaughn avec Bria Hartley au Liberty de New York dans un transfert complexe impliquant trois équipes.
Pour 2017-2018, elle joue en Turquie avec Fenerbahce.

## Palmarès
- 2007 :  Championnat du monde U21 à Moscou (4,1 points et 3,9 rebonds en 14 minutes)
- 2006 :  Championnat des Amériques U20 à Mexico (11,8 points, 3,5 rebonds et 1,3 contre)[4]
- Championne de République tchèque 2013[13], 2014[8]
- Coupe de la République tchèque 2014[8]

## Distinctions individuelles
- Meilleur cinq de la All-Big East Conference (2007[3])
- Joueuse ayant le plus progressé de la saison WNBA 2011[14]
- Meilleure joueuse de la finale à quatre de l'Euroligue 2015[10]
- Vainqueur de l'Euroligue 2015[10]